# Esteban Siller
Esteban Siller Garza (Monterrey, 17 aprile 1931 – Città del Messico, 23 ottobre 2013) è stato un doppiatore messicano. Ha doppiato numerosi film d'animazione.

## Biografia
Era il nonno del doppiatore Carlos Siller. È morto a causa di un arresto cardiaco il 23 ottobre 2013 a Città del Messico.

## Doppiaggio
- Otto in Robin Hood  (1973)
- Gargamella in I Puffi (1981-1989)
- Dolben e Doli in Taron e la pentola magica (1985)
- Dawson in Basil l'investigatopo (1986)
- Maurice in La bella e la bestia (1992)
- Charles Darwin in Insuperabili X-Men (1992-1997)
- Newman in Seinfeld (1992-1998)
- Terada Torahiko in Megalopolis (1993)
- Lind in Sol Bianca (1993)
- C in Key the Metal Idol (1993)
- Carface in Le nuove avventure di Charlie (1996)
- Vladimir in Anastasia  (1997)
- Dr. Fuji in Pokémon il film - Mewtwo contro Mew (1998)
- Geri in Toy Story 2 - Woody e Buzz alla riscossa (1999)
- Rudy in Le follie dell'imperatore (2000)
- Giacobbe in Giuseppe - Il re dei sogni (2000)
- Cookie in Atlantis - L'impero perduto (2001) e Atlantis - Il ritorno di Milo (2003)
- Tex Dinoco in Cars - Motori ruggenti (2006)
- Mickey Rooney in  Una notte al museo (2006)
- Oogway in Kung Fu Panda (2008)
- Ammiraglio Ackbar in Star Wars: The Clone Wars  (2008-2013)